# Scheldeprijs 2017
La 105.ª edición de la clásica ciclista Scheldeprijs fue una carrera ciclista qué se celebró en Bélgica el 15 de febrero de 2017 sobre un recorrido de 202 km entre las ciudades de Mol y Schoten. 
La carrera formó parte del UCI Europe Tour 2017, dentro de la categoría 1.HC.
La carrera fue ganada por el corredor alemán Marcel Kittel del equipo Quick-Step Floors, en segundo lugar Elia Viviani (Team Sky) y en tercer lugar Nacer Bouhanni (Cofidis).

## Equipos participantes
| WorldTeams (14)- AG2R La Mondiale - Astana - Bahrain-Merida - Bora-Hansgrohe - Cannondale-Drapac - Dimension Data - FDJ - Katusha-Alpecin - Lotto NL-Jumbo - Lotto-Soudal - Quick-Step Floors - Sky - Team Sunweb - Trek-Segafredo Equipos continentales profesionales (8)- Cofidis, Solutions Crédits - Fortuneo-Vital Concept - Roompot-Nederlandse Loterij - Sport Vlaanderen-Baloise - Verandas Willems-Crelan - Wanty-Groupe Gobert - WB-Veranclassic-Aqua Protect - Wilier Triestina-Selle Italia |
| |

## Clasificación final
- Las clasificaciones finalizaron de la siguiente forma:[2]

| \| Clasificación general \| Clasificación general \| Clasificación general \| Clasificación general \| Clasificación general \| \| Ciclista \| Ciclista \| Equipo \| Tiempo \| \| \| --------------------- \| --------------------------- \| -------------------------- \| --------------------- \| --------------------- \| \| 1.º \| Marcel Kittel \| Quick-Step Floors \| 4 h 35 min 25 s \| \| \| 2.º \| Elia Viviani \| Team Sky \| + 0 s \| \| \| 3.º \| Nacer Bouhanni \| Cofidis, Solutions Crédits \| + 0 s \| \| \| 4.º \| Jürgen Roelandts \| Lotto-Soudal \| + 0 s \| \| \| 5.º \| Pascal Ackermann \| Bora-Hansgrohe \| + 0 s \| \| \| 6.º \| Rudy Barbier \| AG2R La Mondiale \| + 0 s \| \| \| 7.º \| Reinardt Janse van Rensburg \| Dimension Data \| + 0 s \| \| \| 8.º \| Marc Sarreau \| FDJ \| + 0 s \| \| \| 9.º \| Ramon Sinkeldam \| Team Sunweb \| + 0 s \| \| \| 10.º \| Jonas Van Genechten \| Cofidis, Solutions Crédits \| + 0 s \| \| |                             |                            |                 |
| |                             |                            |                 |
| Fuente: ProCyclingStats |                             |                            |                 |
| Clasificación general |                             |                            |                 |
| Ciclista | Ciclista                    | Equipo                     | Tiempo          |
| 1.º | Marcel Kittel               | Quick-Step Floors          | 4 h 35 min 25 s |
| 2.º | Elia Viviani                | Team Sky                   | + 0 s           |
| 3.º | Nacer Bouhanni              | Cofidis, Solutions Crédits | + 0 s           |
| 4.º | Jürgen Roelandts            | Lotto-Soudal               | + 0 s           |
| 5.º | Pascal Ackermann            | Bora-Hansgrohe             | + 0 s           |
| 6.º | Rudy Barbier                | AG2R La Mondiale           | + 0 s           |
| 7.º | Reinardt Janse van Rensburg | Dimension Data             | + 0 s           |
| 8.º | Marc Sarreau                | FDJ                        | + 0 s           |
| 9.º | Ramon Sinkeldam             | Team Sunweb                | + 0 s           |
| 10.º | Jonas Van Genechten         | Cofidis, Solutions Crédits | + 0 s           |

## UCI World Ranking
La Scheldeprijs otorga puntos para el UCI Europe Tour 2017 y el UCI World Ranking, este último para corredores de los equipos en las categorías UCI ProTeam, Profesional Continental y Equipos Continentales. Las siguientes tablas son el baremo de puntuación y los corredores que obtuvieron puntos:
| Posición              | 1.ª | 2.ª | 3.ª | 4.ª | 5.ª | 6.ª | 7.ª | 8.ª | 9.ª | 10.ª |
| Clasificación general | 200 | 150 | 125 | 100 | 85  | 70  | 60  | 50  | 40  | 35   |

| 1.º  | Marcel Kittel               | Quick-Step Floors | 200 |
| 2.º  | Elia Viviani                | Sky               | 150 |
| 3.º  | Nacer Bouhanni              | Cofidis           | 125 |
| 4.º  | Jürgen Roelandts            | Lotto Soudal      | 100 |
| 5.º  | Pascal Ackermann            | Bora-Hansgrohe    | 85  |
| 6.º  | Rudy Barbier                | AG2R La Mondiale  | 70  |
| 7.º  | Reinardt Janse van Rensburg | Dimension Data    | 60  |
| 8.º  | Marc Sarreau                | FDJ               | 50  |
| 9.º  | Ramon Sinkeldam             | Sunweb            | 40  |
| 10.º | Jonas Van Genechten         | Cofidis           | 35  |